# 西渠镇
西渠镇，是中华人民共和国甘肃省武威市民勤县下辖的一个乡镇级行政单位。

## 行政区划
西渠镇下辖以下地区：
西渠镇社区、食珍村、始成村、民政村、幸福村、民旗村、丰政村、建立村、爱恒村、尚坐村、首好村、北沟村、制产村、扶拱村、致祥村、大坝村、板湖村、三元村、三附村、万顺村、东胜村、水盛村、东容村、外西村、巨元村、火坎村、西金村、玉成村、珠明村、志云村、姜桂村、芥玉村、出鲜村和号顺村。